# 羅佩爾山
羅佩爾山（英語：Mount Roper），是南極洲的山峰，位於維多利亞地的斯科特海岸，處於胡克山以南3.2公里，海拔高度3,660米，在1994年由新西蘭地理委員會命名，現時由南極條約體系管理。